# Eutelsat 113 West A
Eutelsat 113 West A (früher SATMEX 6, auch Morelos 4 oder Solidaridad 1R) ist ein kommerzieller Kommunikationssatellit des in Luxemburg ansässigen Satellitenbetreibers Eutelsat.

## Missionsverlauf
Der Satellit wurde ursprünglich vom mexikanischen Satellitenbetreiber SATMEX betrieben, nachdem er unter der Bezeichnung SATMEX 6 bestellt und gestartet worden war. Der Start erfolgte am 27. Mai 2006 auf einer Ariane-5-Trägerrakete vom Raumfahrtzentrum Guayana zusammen mit dem Satelliten Thaicom 5. SATMEX 6 erreichte seinen geostationären Zielorbit innerhalb von vier Tagen und wurde bei 113° West positioniert. Er konnte in Mexiko, Teilen Nordamerikas und Südamerika empfangen werden.
Im Jahr 2014 übernahm Eutelsat SATMEX und benannte die Tochterfirma in Eutelsat Americas um. Alle SATMEX-Satelliten wurden mit übernommen und der Eutelsat-Namensgebung angepasst. Aufgrund seiner Position wurde SATMEX 6 im Mai 2014 in Eutelsat 113 West A umbenannt.
Am 2. Februar 2024 gab der Betreiber bekannt, dass der Satellit deaktiviert wurde. Nach einer Anomalie am 31. Januar beschloss man, die Dienste des Satelliten einzustellen. Damit wurde der Satellit insgesamt fast drei Jahre länger als geplant eingesetzt. Noch sei unklar, ob man den Satelliten aus der Erdumlaufbahn entfernen wird.

## Technische Daten
Space Systems/Loral baute SATMEX 6 auf Basis ihres SSL-1300-Satellitenbusses. Er ist mit 36 C-Band- und 24 Ku-Band-Transpondern ausgestattet und wird durch zwei große Solarmodule und Batterien mit Strom versorgt. Der Satellit ist dreiachsenstabilisiert. Geplant war eine Lebensdauer von mindestens 15 Jahren.